# Alfred Margis
Alfred Paul Margis (30. října 1874 Colombes – 27. ledna 1913 Paříž) byl francouzský klavírista a hudební skladatel. Je autorem hudby k písním na texty mj. Eugèna Hérose, Georgese Nanteuila, Paula Briolleta, Léa Lelièvra nebo Maurice de Marsana, dále valčíků a pochodů. Někdy tvořil pod pseudonymy Versanne nebo Almar.
Jeho valčík Un jour tu me tromperas se objevil v roce 1930 ve filmu Deux coeur, une valse od Gézy von Bolváryho v podání tenora Roberta Marina. Valčík Valse Bleue se objevil v mnoha sbírkách salonní hudby z přelomu 19. a 20. století. Existuje mnoho nahrávek Margisových skladeb.
Paul Margis je pohřben na hřbitově v Montmartru (18. oddělení).